# Transformació maligna
La transformació maligna és el procés mitjançant el qual les cèl·lules adquireixen les propietats del càncer. Això pot ocórrer com a procés primari en teixits normals o, secundàriament, com a degeneració maligna d'un tumor benigne existent prèviament.

## Causes
Hi ha moltes causes de transformació maligna primària o carcinogènesi. La majoria dels càncers humans als Estats Units són causats per factors externs, que són en gran part evitables. Aquests factors van ser resumits per Doll i Peto el 1981, i encara es consideraven vàlids el 2015. Aquests factors s'enumeren a la taula.
| Factor                              | Percentatge estimat de morts per càncer |
| Dieta                               | 35                                      |
| Tabac                               | 30                                      |
| Infecció                            | 10                                      |
| Comportament reproductiu i sexual a | 7                                       |
| Ocupació                            | 4                                       |
| Alcohol                             | 3                                       |
| Llum solar (UV)                     | 3                                       |
| Pol · lució                         | 2                                       |
| Medicaments i procediments mèdics   | 1                                       |
| Additius alimentaris                | <1                                      |
| Productes industrials               | <1                                      |
| ----------------------------------- | --------------------------------------- |

a Les conductes reproductives i sexuals inclouen: nombre de parelles; edat a la primera menstruació; zero versus un o més naixements vius

## Exemples de transformació maligna relacionada amb la dieta

### Dieta i càncer de còlon
El càncer de còlon és un exemple dels mecanismes pels quals la dieta, el principal factor que apareix a la taula, és un factor extern del càncer. La dieta occidental dels afroamericans als Estats Units s'associa amb una taxa anual de càncer de còlon de 65 per cada 100.000 individus, mentre que la dieta alta en fibra / baixa en greixos dels nadius africans rurals de Sud-àfrica s'associa amb una taxa anual de càncer de còlon <5 per cada 100.000. L'alimentació de la dieta occidental durant dues setmanes als nadius africans va augmentar els seus àcids biliars secundaris, inclòs l'àcid deoxicolic cancerigen, en un 400%, i també va canviar la microbiota del còlon. Les proves revisades per Sun i Kato indiquen que les diferències en la microbiota de còlon humà tenen un paper important en la progressió del càncer de còlon.

### Dieta i càncer de pulmó
Un segon exemple, relacionant un component dietètic amb un càncer, és il·lustrat pel càncer de pulmó. Es van realitzar dos grans estudis basats en la població, un a Itàlia i un als Estats Units. A Itàlia, la població de l'estudi constava de dues cohorts: la primera, amb 1721 individus diagnosticats de càncer de pulmó i cap malaltia greu, i la segona, el 1918, controlaven individus amb antecedents de càncer de pulmó o malalties avançades. Tots els individus van omplir un qüestionari sobre la freqüència dels aliments, que incloïa el consum de nous, avellanes, ametlles i cacauets i que indicava l'estatus de fumador. Als Estats Units, 495.785 membres de l'AARP van ser interrogats sobre el consum de cacauet, nous, llavors o altres fruits secs, a més d'altres aliments i l'estatus de fumador. En aquest estudi nord-americà es van identificar 18.533 casos de càncer de pulmó incident durant fins a 16 anys de seguiment. En general, les persones amb el quintil més alt de freqüència de consum de fruits secs tenien un 26% menys de risc de càncer de pulmó a l'estudi italià i un 14% menor risc de càncer de pulmó a l'estudi nord-americà. Es van obtenir resultats similars entre els fumadors.

## A causa del tabac
Els compostos químics més importants del tabac fumat que són cancerígens són els que produeixen danys a l’ADN, ja que sembla que la darrera causa principal del càncer. Cunningham et altri. combinar el pes de micrograms del compost en el fum d'una cigarreta amb l'efecte genotòxic conegut per micrograma per identificar els compostos més cancerígens del fum de les cigarretes. Aquests compostos i els seus efectes genotòxics es detallen a l'article cigarreta. Els tres compostos principals són l’ acroleïna, el formaldehid i l’ acrilonitril, tots carcinògens coneguts .

## Per infecció

### Virus
El 2002, l'Agència Internacional per a la Investigació del Càncer de les Organitzacions Mundials de la Salut estimar que l'11,9% dels càncers humans són causats per un dels set virus (vegeu la taula general de l'Oncovirus). Es tracta del virus Epstein-Barr (EBV o HHV4); Herpesvirus associat al sarcoma de Kaposi (KSHV o HHV8); Virus de l'hepatitis B i de l'hepatitis C (VHB i VHC); Virus T-limfotròfic humà 1 (HTLV-1); Poliomavirus de cèl·lules de Merkel (MCPyV); i un grup de papilomavirus humans alfa (VPH).

### Bacteris

#### Helicobacter pylorii càncer gàstric
El 1995 les proves epidemiològiques van indicar que la infecció per Helicobacter pylori augmenta el risc de carcinoma gàstric. Més recentment, l'evidència experimental va demostrar que la infecció per soques bacterianes Helicobacter pylori cagA-positives produeix greus graus d'inflamació i danys oxidatius de l'ADN, que condueixen a la progressió cap al càncer gàstric.

#### Altres funcions bacterianes en la carcinogènesi
Perera et al. referia a diversos articles que assenyalaven el paper dels bacteris en altres càncers. Van assenyalar estudis individuals sobre el paper de Chlamydia trachomatis en el càncer de coll uterí, Salmonella typhi en el càncer de vesícula biliar i Bacteroides fragilis i Fusobacterium nucleatum en el càncer de còlon. Meurman ha resumit recentment proves que relacionen la microbiota oral amb la carcinogènesi. Tot i que són suggeridors, aquests estudis necessiten una confirmació addicional.

## Factors subjacents comuns en el càncer

### Mutacions
Una de les comunitats subjacents en els càncers és la mutació genètica, adquirida per herència o, més comunament, per mutacions en l'ADN somàtic amb el pas del temps. Les mutacions considerades importants en els càncers són les que alteren els gens que codifiquen les proteïnes (l'exoma). Com Vogelstein et altri. assenyalem que un tumor típic conté de dos a vuit mutacions del "gen conductor" de l'exoma i un nombre més gran de mutacions de l'exoma que són "passatgers" que no confereixen cap avantatge de creixement selectiu.
Els càncers també presenten generalment inestabilitat del genoma, que inclou una alta freqüència de mutacions en l'ADN no codificador que constitueix aproximadament el 98% del genoma humà. El nombre mitjà de mutacions de seqüència d'ADN en tot el genoma del teixit del càncer de mama és d'uns 20.000. En un melanoma mitjà (on els melanomes tenen una freqüència de mutació de l'exoma), el nombre total de mutacions de seqüència d'ADN és d'aproximadament 80.000.

### Alteracions epigenètiques

#### Silenciament de la transcripció
Una segona comuna subjacent en els càncers és la regulació epigenètica alterada de la transcripció. En els càncers, la pèrdua d'expressió gènica es produeix aproximadament 10 vegades més freqüentment mitjançant el silenci de la transcripció epigenètica (causada, per exemple, per la hipermetilació del promotor de les illes CpG) que per mutacions. Com Vogelstein et al. assenyalen que en un càncer colorectal sol haver-hi aproximadament 3 a 6 mutacions del conductor i de 33 a 66 autostopistes o passatgers. En canvi, la freqüència de les alteracions epigenètiques és molt més gran. En els tumors de còlon en comparació amb la mucosa colònica adjunta d'aparició normal, hi ha entre 600 i 800 illes CpG fortament metilades en promotors de gens dels tumors mentre que les corresponents illes CpG no estan metilades a la mucosa adjacent. Aquesta metilació desactiva l'expressió d'un gen tan completament com ho faria una mutació. Al voltant del 60-70% dels gens humans tenen una illa CpG a la seva regió promotora. En els càncers de còlon, a més dels gens hipermetilats, altres centenars de gens tenen promotors hipometilats (poc metilats), cosa que provoca que aquests gens s'encenguin quan normalment s'apagarien. .

#### Silenciament post-transcripcional
Les alteracions epigenètiques també es duen a terme per un altre element regulador important, el dels microRNA (miRNA). En els mamífers, aquestes petites molècules d'ARN no codificants regulen aproximadament el 60% de l'activitat transcripcional dels gens que codifiquen proteïnes. El silenci epigenètic o la sobreexpressió epigenètica de gens miRNA, causada per la metilació aberrant de l'ADN de les regions promotores que controlen la seva expressió, és un esdeveniment freqüent en les cèl·lules canceroses. Es va trobar que gairebé un terç dels promotors de miRNA actius en cèl·lules mamàries normals estaven hipermetilats en cèl·lules de càncer de mama, i és una proporció de promotors amb metilació alterada diverses vegades superior a la que s'observa habitualment en gens codificadors de proteïnes. Altres promotors de microRNA estan hipometilats en els càncers de mama i, com a resultat, aquests microRNA estan sobreexpressats. Diversos d'aquests microARN sobreexpressats tenen una influència important en la progressió cap al càncer de mama. El BRCA1 s'expressa normalment a les cèl·lules del pit i d'altres teixits, on ajuda a reparar l'ADN danyat o a destruir les cèl·lules si l'ADN no es pot reparar. El BRCA1 participa en la reparació de danys cromosòmics amb un paper important en la reparació sense errors de trencaments de doble cadena d'ADN.
L'expressió del BRCA1 és reduïda o indetectable en la majoria dels càncers de mama ductals d'alt grau. Només al voltant del 3-8% de totes les dones amb càncer de mama tenen una mutació en BRCA1 o BRCA2. La hipermetilació del promotor BRCA1 només era present en el 13% dels carcinomes de mama primaris no seleccionats. No obstant això, es va trobar que els càncers de mama tenien un augment aproximat de 100 vegades en miR-182, en comparació amb el teixit mamari normal. En les línies cel·lulars del càncer de mama, hi ha una correlació inversa dels nivells de proteïnes BRCA1 amb l'expressió de miR-182. Així, sembla que gran part de la reducció o absència de BRCA1 en càncers de mama ductals d'alt grau es pot deure a un miR-182 sobreexpressat. A més de miR-182, un parell de microRNA gairebé idèntics, miR-146a i miR-146b-5p, també reprimeixen l'expressió de BRCA1. Aquests dos microRNA s'expressen excessivament en tumors triple negatius i la seva sobreexpressió dona lloc a la inactivació de BRCA1. Per tant, miR-146a i / o miR-146b-5p també poden contribuir a reduir l'expressió de BRCA1 en aquests càncers de mama triple negatius
La regulació post-transcripcional per microRNA es produeix a través del silenciament translacional de l'ARNm diana o mitjançant la degradació de l'ARNm diana, mitjançant la unió complementària, principalment a seqüències específiques de les tres regions no traduïdes de l'ARNm del gen diana. El mecanisme de silenciat translacional o degradació de l'ARNm diana s'implementa a través del complex de silenciat induït per l'ARN (RISC).

## Silenciament del gen reparador de l'ADN
El silenciament d'un gen reparador de l'ADN per hipermetilació o una altra alteració epigenètica sembla ser un pas freqüent en la progressió cap al càncer. Com es resumeix en una ressenya, hipermetilació del promotor del gen MGMT de reparació d'ADN es produeix en el 93% dels càncers de bufeta, el 88% dels càncers d'estómac, el 74% dels càncers de tiroide, el 40% -90% dels càncers colorectals i el 50% dels càncers cerebrals. A més, la hipermetilació promotora dels gens de reparació de l'ADN LIG4, NEIL1, ATM, MLH1 o FANCB es produeix amb freqüències entre el 33% i el 82% en un o més càncers de cap i coll, càncers de pulmó de cèl·lules no petites o cèl·lules no petites. càncer de pulmó carcinomes de cèl·lules escamoses. A més, l'article Helicasa ATP dependent de la síndrome de Werner indica que el gen reparador de l'ADN WRN té un promotor que sovint es hipermetilat en diversos tipus de càncer, amb una hipermetilació WRN que es produeix entre l'11% i el 38% de colorectal, cap i coll, estómac, pròstata, càncer de mama, tiroide, limfoma no Hodgkin, condrosarcoma i osteosarcoma..
Aquest silenciament probablement actua de manera similar a una mutació de la línia germinal en un gen reparador de l'ADN i predisposa la cèl·lula i els seus descendents a la progressió cap al càncer. Una altra revisió assenyala que quan es silencia epigenèticament un gen necessari per a la reparació de l'ADN, la reparació de l'ADN tendeix a ser deficient i es poden acumular danys a l'ADN. L'augment dels danys en l'ADN pot provocar un augment dels errors durant la síntesi d'ADN, provocant mutacions que donen lloc al càncer.

## Induït per metalls pesants
Els metalls pesants cadmi, arsènic i níquel són cancerígens quan es troben per sobre de certs nivells.
Se sap que el cadmi és cancerigen, possiblement a causa de la reducció de la reparació de l'ADN. Lei et al. avaluar cinc gens de reparació d'ADN en rates després de l'exposició de les rates a nivells baixos de cadmi. Van trobar que el cadmi va causar la repressió de tres dels gens de reparació de l'ADN: XRCC1 necessari per a la reparació d'excisió de bases, OGG1 necessari per a la reparació d'excisió de bases i ERCC1 necessari per a la reparació d'excisió de nucleòtids. La repressió d'aquests gens no es va deure a la metilació dels seus promotors.
La carcinogenicitat de l'arsènic va ser revisada per Bhattacharjee et al. Van resumir el paper de l'arsènic i els seus metabòlits en la generació d'estrès oxidatiu, cosa que va provocar danys en l'ADN. A més de causar danys a l'ADN, l'arsènic també provoca la repressió de diversos enzims reparadors d'ADN tant a la via de reparació d'excisió de bases com a la via de reparació d'excisió de nucleòtids. Bhattacharjee et al. es va revisar a més el paper de l'arsènic en la causa de la disfunció dels telòmers, la detenció mitòtica, l'apoptosi defectuosa, així com l'alteració de la metilació del promotor i l'expressió del miRNA. Cadascuna d'aquestes alteracions podria contribuir a la carcinogènesi induïda per l'arsènic.
Els compostos de níquel són cancerígens i l'exposició laboral al níquel s'associa amb un major risc de càncer de pulmó i nasal. Els compostos de níquel presenten una activitat mutagènica feble, però alteren considerablement el paisatge transcripcional de l'ADN dels individus exposats. Arita et al. examinar les cèl·lules mononuclears de sang perifèrica de vuit treballadors de la refineria de níquel i deu treballadors no exposats. Van trobar 2756 gens expressats diferencialment amb 770 gens regulats a l'alça i 1986 gens regulats a la baixa. Els gens de reparació d'ADN van estar sobrerepresentats significativament entre els gens expressats diferencialment, amb 29 gens de reparació d'ADN reprimits en els treballadors de la refineria de níquel i dos sobreexpressats. Les alteracions en l'expressió gènica semblen degudes a alteracions epigenètiques de les histones, metilacions dels promotors de gens i hipermetilació d'almenys el microRNA miR-152.

## Signes clínics
La transformació maligna de les cèl·lules en un tumor benigne es pot detectar mitjançant un examen patològic dels teixits. Sovint els signes i símptomes clínics suggereixen un tumor maligne. El metge, durant l'examen de la història clínica, pot trobar que hi ha hagut canvis en la mida o la sensació del pacient i, després de l'examen directe, que hi ha hagut un canvi en la pròpia lesió.
Es poden fer avaluacions de riscos i es coneixen per a certs tipus de tumor benigne que se sap que experimenten transformacions malignes. Un dels exemples més coneguts d'aquest fenomen és la progressió d'un nevus cap al melanoma.